# Paul Zumthor
Paul Zumthor (Ginevra, 5 agosto 1915 – Montréal, 1º novembre 1995) è stato un filologo e critico letterario svizzero, specializzato nello studio delle letterature del Medioevo.

## Biografia
Dopo aver conseguito la laurea a Parigi e il dottorato a Ginevra, insegnò presso l'Università di Amsterdam, dove per vent'anni diresse l’Institut des langues et littératures romanes; poi dal 1968 a Vincennes e dal 1971 al 1980 a Montréal.
Tra le sue opere più importanti, che offrono una visione d'insieme della tradizione letteraria medievale, si possono ricordare l'Histoire littéraire de la France médiévale (VIe-XIVe s.) del 1954, Langue et technique poétiques à l'époque romane (XI-XIIIe s.) del 1963 (Lingua e tecniche poetiche nell'età romanica, Bologna 1973), il celebre Essai de poétique médiévale (1972; Semiologia e poetica medievale, Milano 1972) e Langue, texte, énigme (1975; Lingua, testo, enigma, Genova 1991).
Fondamentali gli studi di Zumthor sulla poesia orale: Introduction à la poésie orale (1983); La presenza della voce: introduzione alla poesia orale (2001), La lettre et la voix ou De la "littérature" médiévale (1987); La lettera e la voce. Sulla "letteratura" medievale (1990).